# Mathias Kneissl (film)
Mathias Kneissl est un film allemand réalisé par Reinhard Hauff et sorti en 1971.

## Synopsis
État de Bavière. Fin du XIXe siècle. Mathias Kneissl, fils de paysans pauvres et marginaux, détrousse les personnes fortunées et devient un héros aux yeux des habitants les plus misérables. Capturé puis condamné, il sera exécuté avant même d'avoir pu vieillir.

## Fiche technique
- Titre du film : Mathias Kneissl
- Réalisation : Reinhard Hauff
- Scénario : Martin Sperr, R. Hauff
- Photographie : W. P. Hassenstein - Eastmancolor 1,37 : 1
- Musique : Peer Raben
- Décors : Max Ott Jr.
- Production : Bavaria Atelier (Philippe Pilliod, Lutz Hengst)
- Pays d'origine :  Allemagne de l'Ouest
- Durée : 94 minutes
- Sortie : 28 mai 1971

## Distribution
- Hans Brenner : Mathias Kneissl
- Frank Frey : Alois Kneissl
- Eva Mattes : Katharina Kneissl
- Alfons Scharf : le père Kneissl
- Ruth Drexel : la mère Kneissl
- Peter Müller : Michl Paschkolini
- Andrea Stary : Cilli Kneissl
- Hanna Schygulla : Mathilde
- Volker Schlöndorff : le chef de gare
- Kurt Raab : Fritz Rechthaler
- Franz Peter Wirth : le menuisier
- Rainer Werner Fassbinder : Flecklbauer

## Analyse
Reinhard Hauff est un des talentueux représentants du jeune cinéma allemand des années 1970, à l'instar de Volker Schlöndorff et de Rainer Werner Fassbinder, présents au générique du film. Inspiré d'un personnage réel de l'histoire germanique — le fameux voleur Mathias Kneissl, condamné à mort en 1901 —, le film décrit cet « étrange Robin des Bois comme le révélateur, tragique et pitoyable, de la misère ambiante » dans laquelle se débat la paysannerie de l'époque en Bavière.
Si Reinhard Hauff manifeste une réelle sympathie envers ses héros, très souvent considérés en victimes et en faibles, il amène, toutefois, le spectateur à « ne jamais s'identifier à ces derniers, au détriment de sa propre prise de conscience. » Les « longs plans fixes [...] à la froideur calculée sont un équivalent convaincant de la distanciation brechtienne. ».

## Tournage
Le film a été tourné en Bavière (Allemagne) aux Bavaria Filmstudios à Grünwald et dans la ville de Weißenburg.

## Distinctions
Le film a été présenté à la Quinzaine des réalisateurs, en sélection parallèle du festival de Cannes 1971.